# ル・モーリシャン
ル・モーリシャン（フランス語: Le Mauricien）は、モーリシャスで発行されているフランス語の日刊の新聞。編集長はGilbert Ahnee。発行部数は38,000部。発行所はLe Mauricien Ltd。

## 歴史
創刊は1908年で、モーリシャス国内で最も読まれている日刊紙のひとつである。24ページ中16ページがカラーページであり、また独自の編集視点も持っている。 過去に編集者としてRaoul Rivet、Andre Masson、Lindsay Riviereなどモーリシャス有数の執筆陣を揃えていた。ル・モーリシャンは1978年にオフセット化し、ページ数もそれまでの4ページから24ページに増頁された。